# Saint-Quentin-de-Blavou
Saint-Quentin-de-Blavou – miejscowość i gmina we Francji, w regionie Normandia, w departamencie Orne.
Według danych na rok 1990 gminę zamieszkiwało 60 osób, a gęstość zaludnienia wynosiła 9 osób/km² (wśród 1815 gmin Dolnej Normandii Saint-Quentin-de-Blavou plasuje się na 826. miejscu pod względem liczby ludności, natomiast pod względem powierzchni na miejscu 744.).